# Frédéric VIII (roi de Danemark)
Pour les articles homonymes, voir Frédéric VIII et Frédéric de Danemark.
Frédéric VIII (en danois : Frederik VIII), né le 3 juin 1843 à Copenhague (Danemark) et mort le 14 mai 1912 à Hambourg (Empire allemand) est roi de Danemark du 29 janvier 1906 au 14 mai 1912.
Fils ainé du roi Christian IX de Danemark, Frédéric resta prince héritier de la couronne danoise pendant plus de 40 ans. Durant le long règne de son père, il fut largement mis à l'écart des questions politiques. À la mort de son père en 1906, Frédéric VIII devient finalement roi à l'âge déjà avancé de presque 63 ans. À bien des égards, il fut un souverain libéral, qui fut plus favorable à la monarchie parlementaire que son père. En raison de sa tardive accession au trône, et affaibli par une mauvaise santé, il ne put témoigner de ses capacités que pendant quelques années. Son fils aîné lui succède sous le nom de Christian X.

## Famille
Frédéric VIII est le fils aîné du roi Christian IX de Danemark (1818-1906), surnommé le « Beau-père de l'Europe », et de son épouse la princesse Louise de Hesse-Cassel (1817-1898), elle-même fille du prince Guillaume de Hesse-Cassel (1787-1867) et de son épouse la princesse Louise-Charlotte de Danemark (1789-1864).

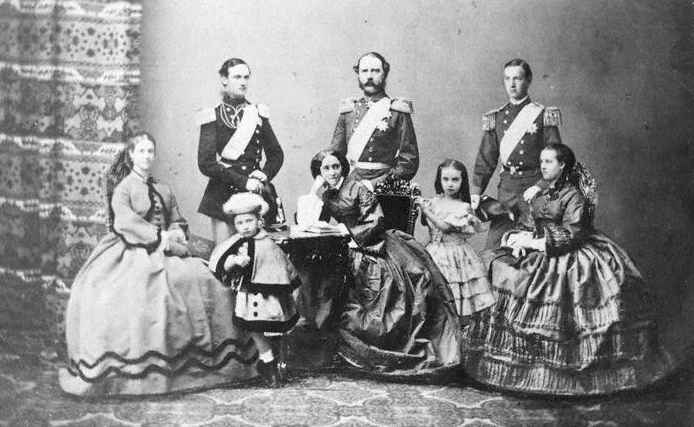
La famille royale danoise en 1862. Au centre, on peut voir la future reine Louise et le futur roi Christian IX avec, autour d'eux, de gauche à droite, la future imperatrice Marie Fedorovna de Russie, le futur roi Frédéric VIII de Danemark, le prince Valdemar de Danemark, la princesse Thyra de Danemark, le futur roi Georges Ier de Grèce de Grèce, ainsi que la future reine Alexandra du Royaume-Uni. Photographie de Georg Emil Hansen.

Il est donc le frère de nombreux monarques et prétendants européens : de la reine Alexandra de Danemark (1844-1925), épouse du roi britannique Édouard VII du Royaume-Uni, de Guillaume, devenu roi de Grèce sous le nom de Georges Ier (1845-1913), de la tsarine Dagmar de Danemark (1847-1928), épouse de l'empereur russe Alexandre III et de la princesse royale Thyra de Hanovre (1853-1933).
Le 28 juillet 1869, il épouse à Stockholm la princesse Louise de Suède et de Norvège (1851-1926), fille du roi Charles XV de Suède (1826-1876) et de son épouse la princesse Louise des Pays-Bas (1828-1871).
Du mariage de Frédéric et Louise naissent huit enfants :
- Christian X (26 septembre 1870 - 20 avril 1947) qui lui succède ; il épousa en 1898 Alexandrine de Mecklembourg-Schwerin (1879-1952) (postérité) ;
- Haakon VII (3 août 1872 - 21 septembre 1957) ; il épousa en 1896 Maud de Galles (1869-1938) (postérité). Né Charles de Danemark, il fut élu roi de Norvège en 1905 sous le nom de Haakon VII ;
- Louise de Danemark (17 février 1875 - 4 avril 1906) ; elle épousa en 1896 le prince Frédéric de Schaumbourg-Lippe (1868-1945) (postérité) ;
- Harald de Danemark (8 octobre 1876 - 30 mars 1949) ; il épousa en 1909 la princesse Hélène de Schleswig-Holstein-Sonderbourg-Glücksbourg (1888-1962) (postérité) ;
- Ingeborg de Danemark (2 août 1878 - 12 mars 1958) ; elle épousa en 1897 le prince Charles de Suède, duc de Västergötland (1861-1951) (postérité) ;
- Thyra de Danemark (14 mars 1880 - 2 novembre 1945) ; morte célibataire et sans enfants ;
- Gustave de Danemark (4 mars 1887 - 5 octobre 1944) ; mort célibataire et sans enfants ;
- Dagmar de Danemark (23 mai 1890 - 11 octobre 1961) ; elle épousa en 1922 le roturier Jørgen Castenskjold (1893-1978) (postérité).

## Biographie

### Premières années

#### Naissance et famille

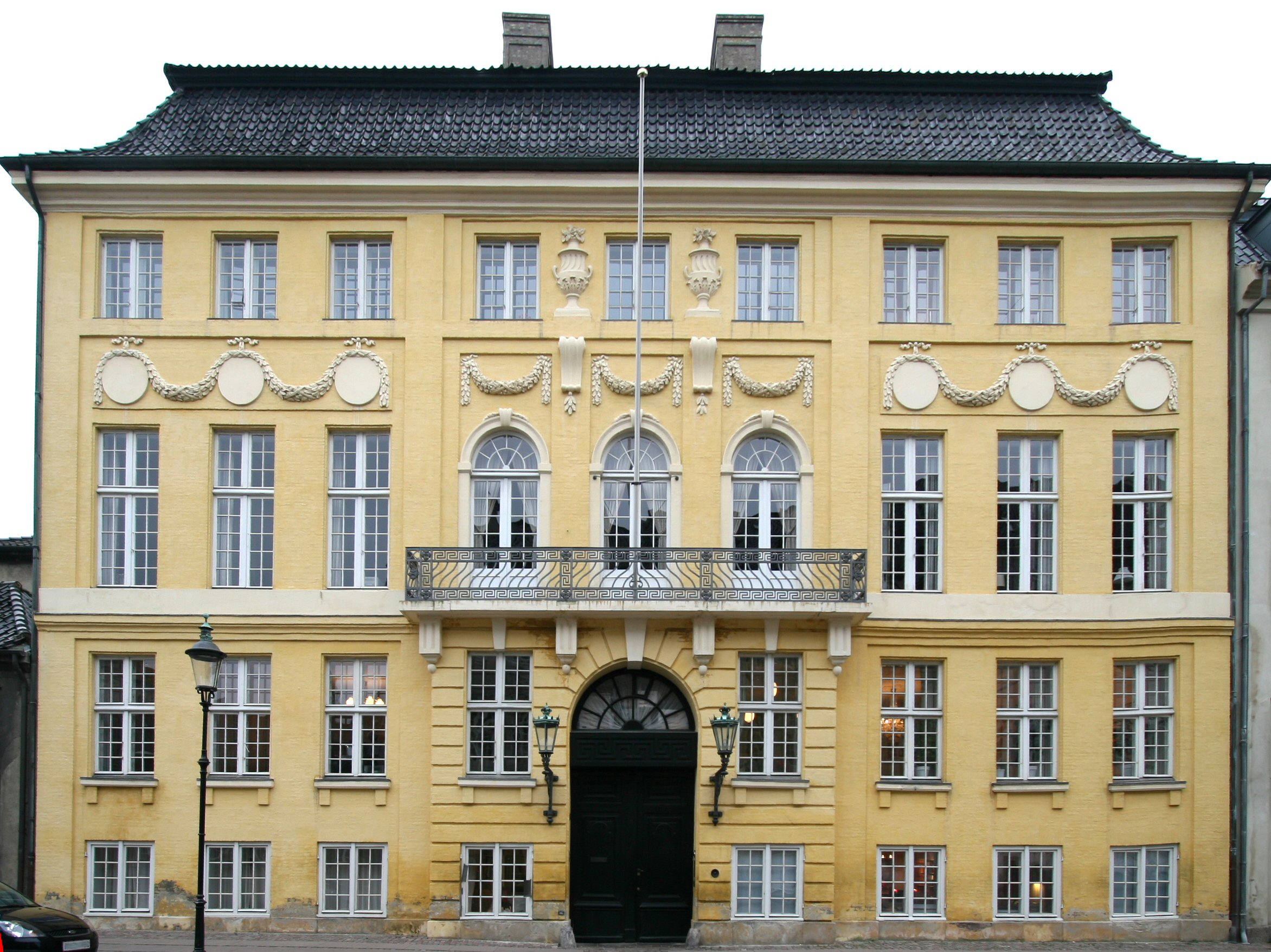
Le Palais Jaune en 2006.

Le prince Frédéric naît le 3 juin 1843 à la résidence de ses parents, le palais Jaune, situé tout à côté du palais d’Amalienborg, résidence principale de la famille royale de Danemark dans le quartier de Frederiksstaden au centre de Copenhague. Il est le premier enfant du prince Christian de Schleswig-Holstein-Sonderbourg-Glücksbourg et de son épouse la princesse Louise de Hesse-Cassel. Lorsqu’il voit le jour, son père n’est qu’un membre d’une branche cadette inférieure de la Maison d'Oldenbourg, la famille royale de Danemark. Le prince Frédéric est donc le fils d'un prince secondaire dont l'épouse est apparentée à la famille royale danoise, mais sans véritable prétention à un trône européen. L'enfant est baptisé au palais Jaune trois semaines plus tard, le 22 juin 1843. Le prince Frédéric, de son nom de baptême Christian Frederik Vilhelm Carl, est surnommé « Fredy » par sa famille tout au long de sa vie.

#### Enfance

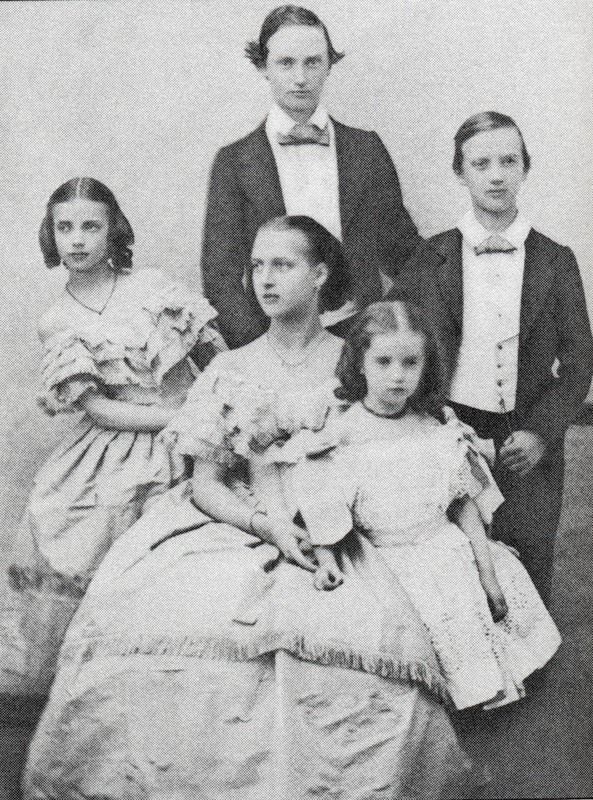
Les enfants du futur Christian IX en 1858.

En effet, pendant son enfance, le Danemark se trouve doit faire face à une crise de succession, le roi Frédéric VII de Danemark n'ayant pas de descendance. En 1851, l'héritier désigné du trône, le prince Frédéric de Hesse-Cassel cède ses droits à sa sœur la princesse Louise qui n'est autre que la mère du petit Frédéric. Pour cette raison, le prince Christian est désigne officiellement comme successeur du roi par le traité de Londres de 1852 et par la nouvelle Loi de succession danoise de 1853. Lors de l'adoption de la Loi de succession datée du 31 juillet 1853, le prince Christian et sa famille deviennent princes et princesses de Danemark portant la qualification d'altesses.
Le jeune garçon grandit aux côtés de ses parents et ses deux frères et trois sœurs. Il partage son enfance entre le palais Jaune de Copenhague et la rèsidence d'été, palais de Bernstorff, au nord de la ville. Le prince reçoit une éducation assez simple, largement dirigée par ses parents et des gouvernantes britanniques. Le danois est sa langue maternelle et l'anglais sa deuxième langue. Il apprend également l’allemand et un peu de français. La famille princière mène une vie relativement modeste, mais veillant à l'avenir des leurs, le prince et la princesse n'en réalisent pas moins des mariages prestigieux pour leurs filles et des destinées brillantes pour ses fils.
Le 19 octobre 1860 le prince Frédéric est confirmé avec sa sœur, la princesse Alexandra dans la chapelle du palais de Christiansborg à Copenhague. Après sa confirmation, il commence une formation militaire.

### Prince héritier

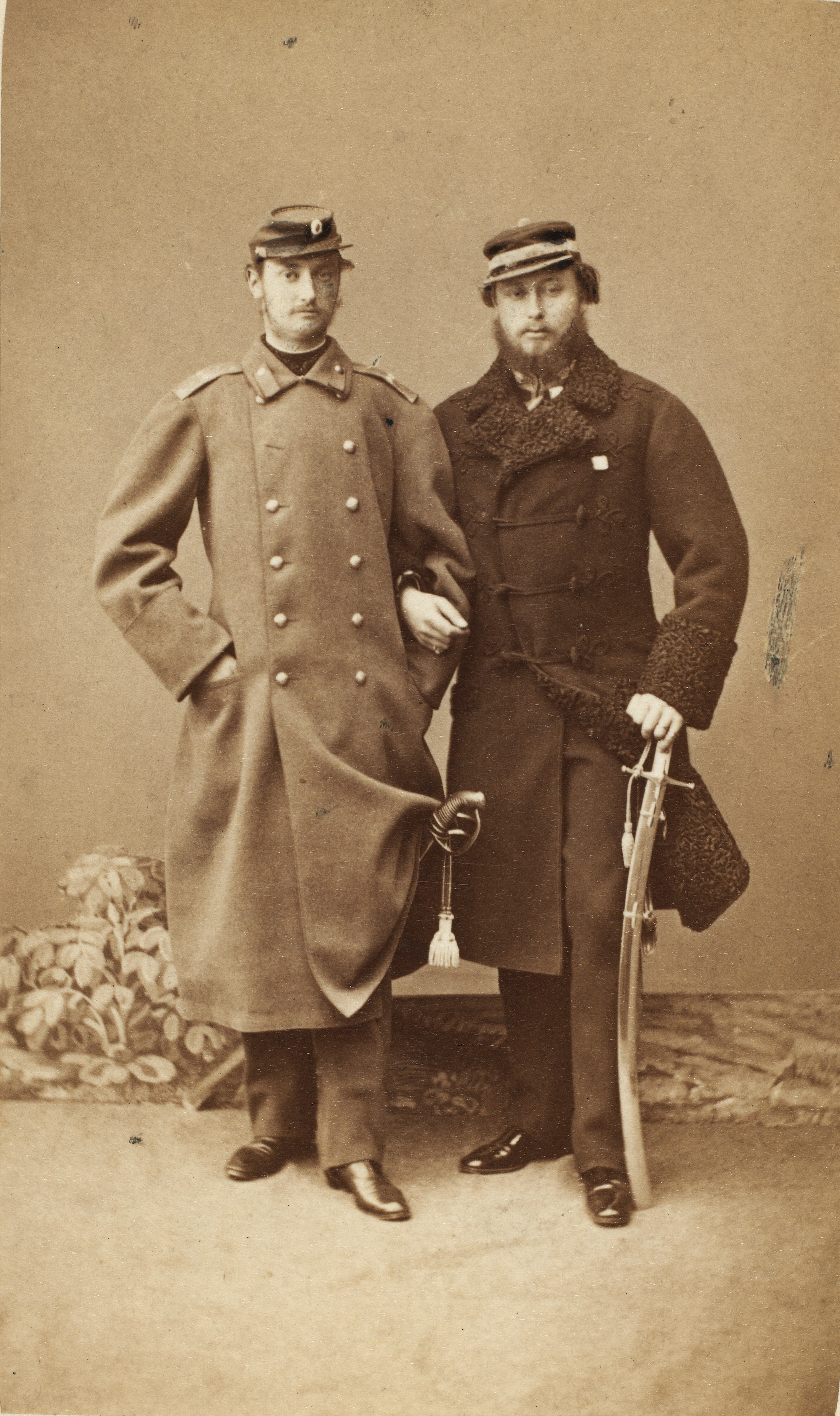
Le prince héritièr Frédéric avec son beau-frère le prince de Galles en 1866.

1863 est une année de succès pour la famille de Frédéric. Le 10 mars, la princesse Alexandra, sa sœur cadette, épouse le prince de Galles. Le 30 mars, le prince Guillaume, son frère cadet, est élu roi des Hellènes et monte sur le trône grec prenant le nom de Georges Ier de Grèce. Et le 15 novembre, le roi Frédéric VII meurt et le père de Frédéric reçoit la couronne et prend le nom de Christian IX. Frédéric devient lui-même prince héritier.
Le prince héritier Frédéric fait ses études à Oxford. En 1864, il participe à la guerre des Duchés contre l'Autriche et la Prusse. À la fin des hostilités, il partage avec son père les affaires du gouvernement danois. Le 28 octobre/9 novembre 1866, sa sœur cadette, la princesse Dagmar épouse le tsarévitch Alexandre Alexandrovitch, futur empereur Alexandre III de Russie. 

#### Mariage

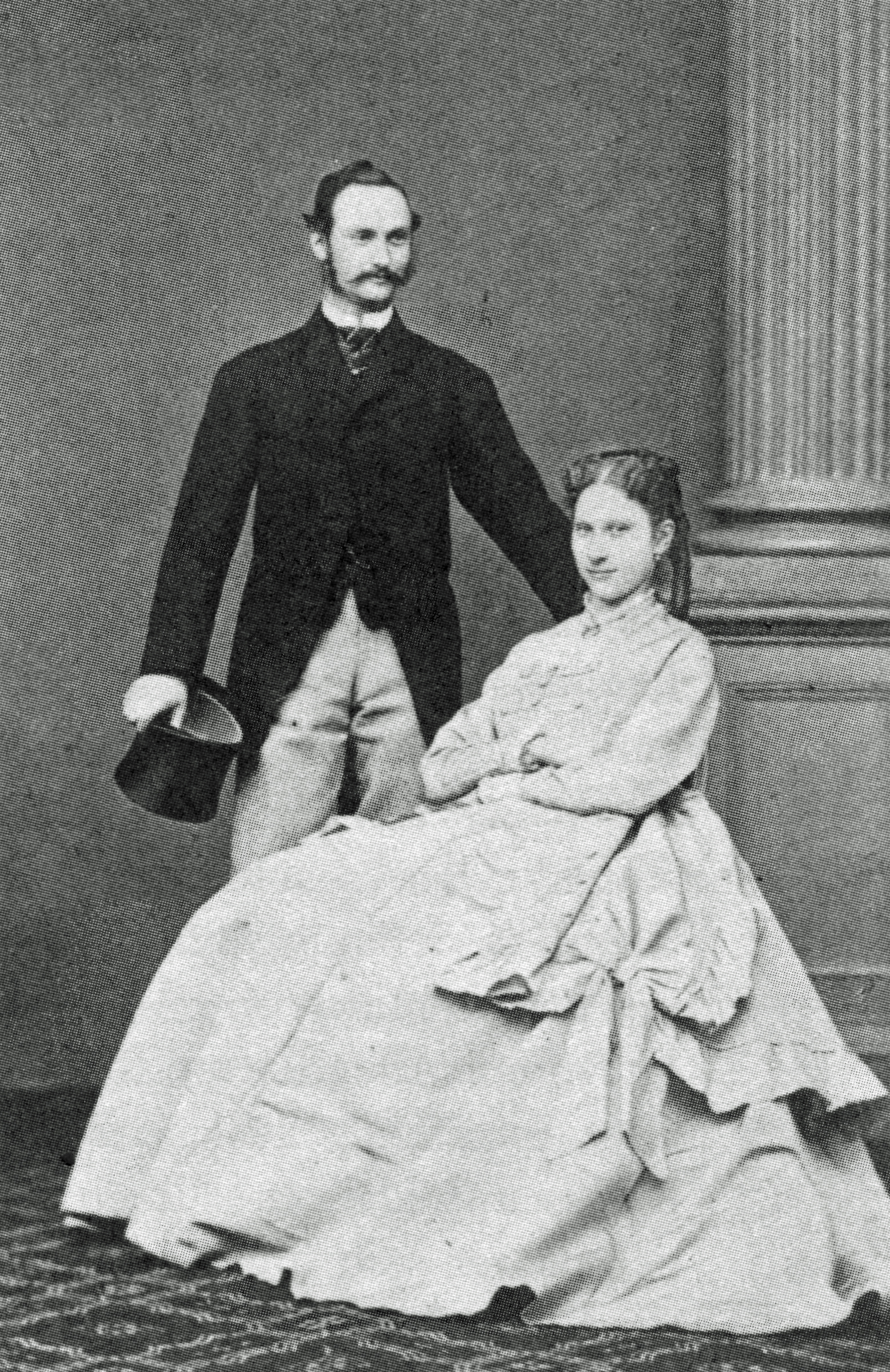
Le prince Frédéric de Danemark et la princess Louise de Suède.

La reine Louise voulait que son fils aîné entre dans un mariage tout aussi brillant que ses deux sœurs, Alexandra et Dagmar. La reine Victoria du Royaume-Uni avait deux filles encore célibataires, la princesse Helena et la princesse Louise, et la reine Louise prévoyait de faire épouser Frédérik à l'une d'entre elles. En fait, pendant son séjour en Angleterre, il poursuit en vain la main de la princesse Helena. L'amour est réciproque mais la liaison est rompu quand la reine Victoria s'y oppose. Après cette tentative de mariage ratée, l'attention s'est plutôt tournée vers la princesse Louise de Suède, seule fille du roi Charles XV. 
Une telle alliance était considéré comme souhaitable pour plusieurs raisons. Malgré le scandinavisme généralisé de l'époque, un mouvement politique soutenant l'idée de la Scandinavie comme région unifiée voire comme nation, les relations entre les maisons royales de Suède-Norvège et du Danemark étaient très tendues. À la mort du roi sans enfant Frédéric VII en 1863, il y avait eu un soutien au Danemark pour avoir Charles XV ou son frère le prince Oscar placé sur le trône danois au lieu de Christian IX, qui était perçu comme favorable à l'Allemagne. Au Danemark, il y avait aussi la déception sur le fait que la Suède, malgré la promesse initiale du roi suédois Charles XV d'un tel soutien, n'avait pas soutenu le Danemark contre la Prusse et l'Autriche pendant la guerre des Duchés en 1864. Après 1864, la Suède-Norvège et le Danemark ont commencé à discuter d'organiser un mariage entre la princesse Louise et le prince héritier Frédéric visant à créer une forme de réconciliation symbolique entre les deux nations.

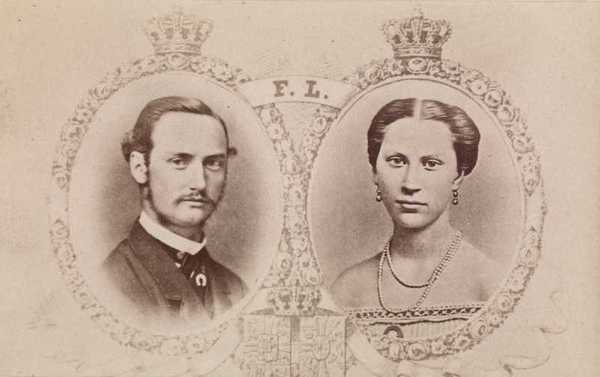
Le prince héritier Frédéric et la princesse héritière Louise.

En juillet 1868, le prince héritier Frédéric s'est fiancé à la princesse Louise, âgée de 17 ans, à l'âge de 25 ans. Le mariage a lieu le 28 juillet 1869 à la chapelle du palais royal de Stockholm, lorsque le couple est marié par l'archevêque d'Uppsala Henrik Reuterdahl. L'alliance est chaleureusement accueilli dans tous les trois royaumes nordiques comme un symbole du nouveau scandinavisme. Le 10 août 1869, le couple fait son entrée à Copenhague, où il reçoit un accueil chaleureux.
En tant que résidence, le couple reçoit le palais Frédéric VIII, lui-même intégré au palais d’Amalienborg, résidence principale de la famille royale de Danemark dans le quartier de Frederiksstaden au centre de Copenhague. Comme résidence d'été, il reçoit le palais de Charlottenlund, situé sur les rives du détroit d'Øresund à 10 kilomètres au nord de la ville. Ici, ils avaient un refuge loin de la vie de cour à Amalienborg et ici plusieurs de leurs enfants sont nés. Frederik et Louise ont eu huit enfants entre 1870 et 1890 : le prince Christian (futur roi Christian X), le prince Charles (futur roi Haakon VII de Norvège), la princesse Louise, le prince Harald, la princesse Ingeborg, la princesse Thyra, le prince Gustav et la princesse Dagmar. En raison des nombreux enfants, le palais de Charlottenlund a été reconstruit pour accueillir la grande famille, et en 1880-81, le palais a été agrandi avec un dôme et deux ailes latérales.

#### Héritier du trône
Le prince Frédéric est prince héritier depuis 43 ans et utilise le temps pour bien se préparer à son futur regne. En tant qu'héritier du trône, il siège au Conseil d'État, mais son père veille soigneusement à l'exclure largement de l'influence et du pouvoir politique.

### Règne

#### Accession tardive au trône

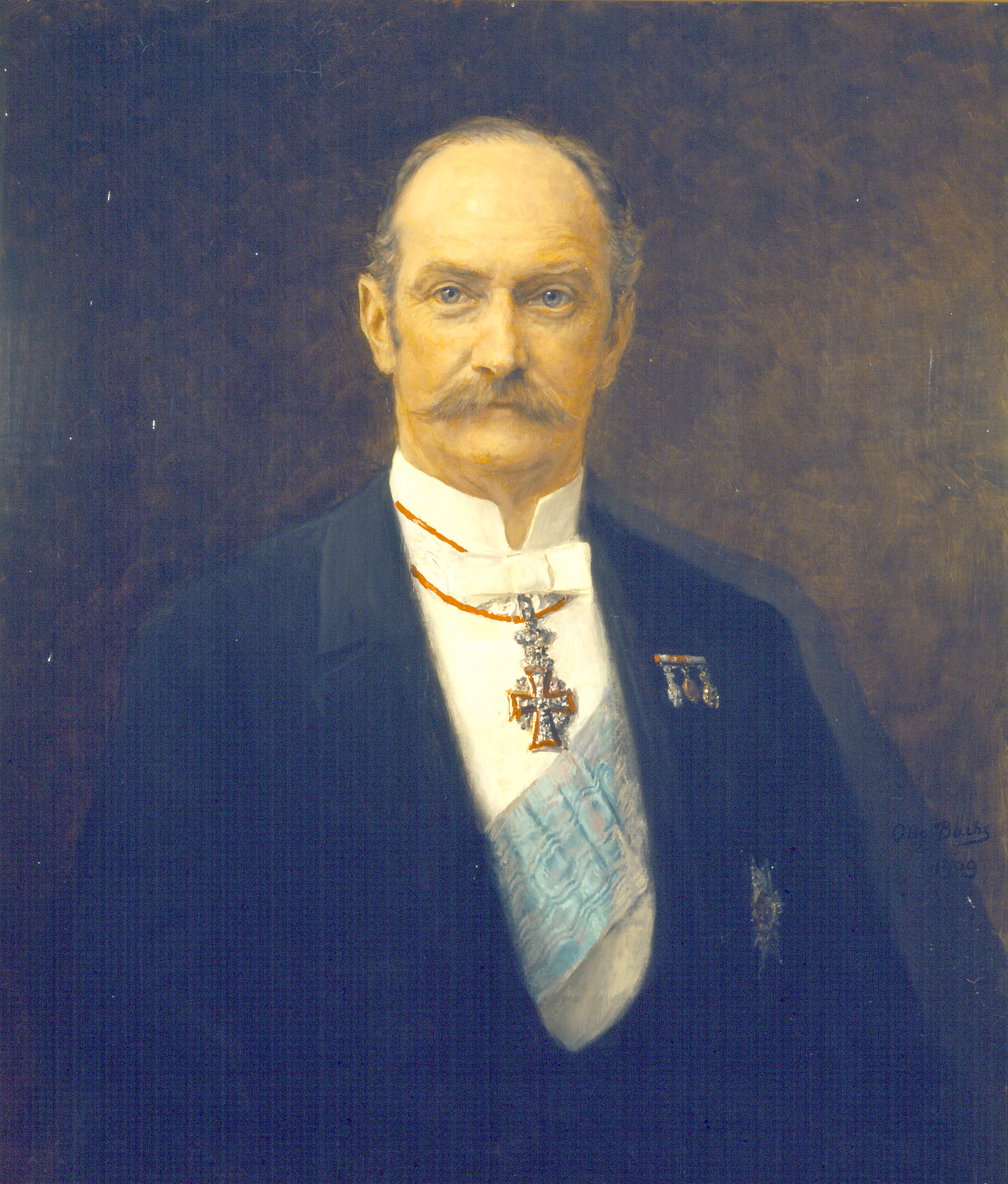
Portrait du roi Frédéric VIII par Otto Bache (1909).

Frédéric VIII devient finalement roi en janvier 1906, à l'âge déjà avancé de presque 63 ans, à la suite de la disparition de son père, le roi Christian IX, qui s'est éteint le 29 janvier de cette même année après plus de 40 ans de règne, à l'âge de presque 90 ans. Il est proclamé roi depuis le balcon du palais d’Amalienborg par le président du conseil Jens Christian Christensen sous le nom de Frédéric VIII, montant sur le trône en tant que deuxième monarque appartenant à la maison de Glücksbourg.

#### Court règne
À bien des égard, Frédéric VIII fut un souverain libéral. Il fut plus favorable à la monarchie parlementaire que son père. En raison de sa tardive accession au trône du Danemark et affaibli par une mauvaise santé, il ne put témoigner de ses capacités que pendant quelques années.

#### Mort et succession
Après un voyage en France, Frédéric VIII fit un bref passage à Hambourg, où il séjourna à l'hôtel Hamburger Hof. Le 14 mai 1912, le soir de son arrivée, incognito, Frédéric VIII sortit pour une promenade. Tout en cheminant, il pâlit et s'effondra sur un banc. Il fut découvert par un agent de police et conduit à l'hôpital Hafen, où il fut déclaré mort. Il était âgé de 68 ans. Son identité étant inconnue, son corps fut déposé dans une morgue, où ses serviteurs vinrent le reconnaître. La cause officielle de son décès fut une crise cardiaque. Son corps fut transporté par un train spécial à la ville portuaire de Travemünde, après quoi il fut ramené à Copenhague par le yacht royal Dannebrog.
Son fils aîné lui succède sous le nom de Christian X.

### Inhumation
Il est inhumé dans la chapelle Christian IX de la cathédrale de Roskilde au côté de son épouse Louise de Suède qui le rejoint à son décès le 20 mars 1926.

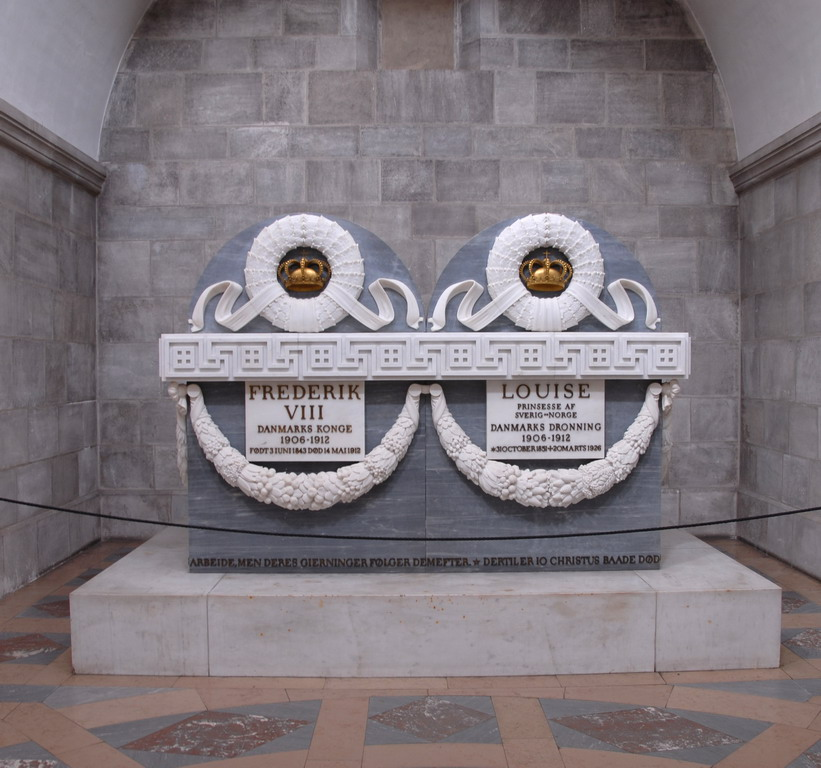
Tombeaux de Frédéric VIII et de Louise de Suède dans la cathédrale de Roskilde.

## Distinctions

### Décorations danoises
- Grand maître de l'Ordre de l'Éléphant (29 janvier 1906)
  -  Chevalier de l'Ordre de l'Éléphant (3 juin 1861)
- Chevalier de l'Ordre d'honneur de l'Ordre du Dannebrog (3 juin 1861)
- Grand maître de l'Ordre de Danneborg (29 janvier 1906)
  -  Grand-commandeur de l'Ordre de Danneborg (28 juillet 1869)

### Décorations étrangères

#### Duché d'Anhalt
- Grand-croix de l'Ordre d'Albert l'Ours (15 novembre 1863)

#### Grand-duché de Bade
- Chevalier de l'Ordre de la Fidélité (1881)
- Chevalier de l'Ordre de Berthold Ier (1881)

#### Royaume de Bavière
- Chevalier de l'Ordre de Saint-Hubert

#### Royaume de Belgique
- Grand-cordon de l'Ordre de Léopold (1866)

#### Royaume de Bulgarie
- Chevalier de l'Ordre des Saints-Cyrille-et-Méthode (1909)
- Chevalier de l'Ordre de Saint-Alexandre

#### Espagne
- Chevalier de l'Ordre de la Toison d'or (1883)

#### Royaume de Grèce
- Grand-croix de l'Ordre du Sauveur

#### Royaume de Hongrie
- Grand-croix de l'Ordre royal de Saint-Étienne de Hongrie (1873)

#### Royaume d'Italie
- Chevalier de l'Ordre suprême de la Très Sainte Annonciade
- Chevalier grand-croix de l'Ordre des Saints-Maurice-et-Lazare
- Chevalier grand-croix de l'Ordre de la Couronne d'Italie

#### Royaume de Norvège
- Grand-croix de l'Ordre de Saint-Olaf (1862)

#### Royaume des Pays-Bas
- Chevalier grand-croix de l'Ordre du Lion néerlandais (15 mai 1866)

#### Royaume de Prusse
- Chevalier de l'Ordre de l'Aigle Noir

#### Royaume de Roumanie
- Grand-croix de l'Ordre de l'Étoile de Roumanie

#### Royaume-Uni
- Chevalier de l'Ordre de la Jarretière (21 juillet 1896)
- Chaîne royale de Victoria (1902)
- Chevalier grand-croix de l'Ordre du Bain

#### Empire russe
- Chevalier de l'Ordre de Saint-André
- Chevalier de l'Ordre de Saint-Alexandre Nevski
- Chevalier de l'Ordre de l'Aigle blanc
- Chevalier de l'Ordre de Sainte-Anne (1re classe)
- Chevalier de l'Ordre de Saint-Stanislas (1re classe)
- Chevalier de l'Ordre de Saint-Stanislas

#### Royaume de Suède
- Chevalier de l'Ordre des Séraphins (7 août 1862)

## Généalogie
Frédéric VIII appartient à la cinquième branche (lignée de Oldenbourg-Glücksbourg) issue de la quatrième branche (lignée de Schleswig-Holstein-Sonderbourg-Beck), elle-même issue de la première branche de la Maison de Schleswig-Holstein-Sonderbourg. Toutes ces branches sont issues de la première branche de la Maison d'Oldenbourg.